# Kanshi Ram
Kanshi Ram (Hindi: कांशीराम, Kānśīrām; * 15. März 1934 in Khawapur, Punjab; † 9. Oktober 2006 in Neu-Delhi) war ein indischer Politiker und Gründer der Bahujan Samaj Party.

## Biografie
Kanshiram stammte aus einem Dorf im panjabischen Distrikt Ropar und gehörte den Dalits an. Nach dem Schulbesuch absolvierte er dennoch ein Studium am staatlichen College von Ropar, das er mit einem Bachelor of Science (B.Sc.) abschloss. Aufgrund einer Quotenregelung erhielt er eine Beschäftigung im Büro der Organisation für Verteidigungsforschung und -entwicklung in Khadki. Während dieser Zeit trat er 1965 einer Gruppe von Regierungsangestellten mit Dalitherkunft bei, die sich gegen das Verbot einer Gedenkfeier anlässlich des Geburtstages von Bhimrao Ramji Ambedkar, des Führers der Dalits, zur Wehr setzte.
1973 war er Gründer der All India Backward and Minority Communities Employees' Federation (BAMCEF), einer nicht-politischen und nicht-religiösen Organisation zum Schutz von Minderheiten, die sich am 6. Dezember 1978, dem Geburtstag von B. R. Ambedkar, neu gründete. Später war er auch Gründer einer weiteren sozialen Organisation, der sogenannten DS4. 1981 begann er mit der Einigung der Dalit und setzte dies 1984 als Gründer der Bahujan Samaj Party fort.
Bei der Wahl im April 1996 wurde zum Mitglied der elften Lok Sabha, des Unterhauses des indischen Parlaments, gewählt, wo er für eine Wahlperiode die Interessen des Wahlkreises von Hoshiarpur vertrat. In der darauf folgenden Lok Sabha war er von 1998 bis 1999 Vertreter des Wahlkreises von Etawah (Uttar Pradesh). 2001 benannte er öffentlich die heutige Chief Ministerin von Uttar Pradesh, Mayawati, zu seiner Nachfolgerin. 2004 zog er sich aufgrund multipler Erkrankungen aus dem öffentlichen Leben zurück.

## Veröffentlichungen
- "An Era of the Stooges"
- "New Hope"